# Matej Pučko
Matej Pučko (Murska Sobota, Eslovenia 6 de noviembre de 1993) es un futbolista esloveno.

## Clubes
| Club                   | País      | Año       |
| ---------------------- | --------- | --------- |
| N. K. Aluminij         | Eslovenia | 2010-2011 |
| F. C. Koper            | Eslovenia | 2011-2017 |
| C. A. Osasuna (cedido) | España    | 2015-2016 |
| Real Oviedo            | España    | 2017-2018 |
| Korona Kielce          | Polonia   | 2018-2020 |
| Tuzlaspor              | Turquía   | 2020-2021 |
| Bandırmaspor           | Turquía   | 2021-2022 |

## Palmarés

### Títulos nacionales
| Título            | Club        | País      | Año  |
| ----------------- | ----------- | --------- | ---- |
| Copa de Eslovenia | F. C. Koper | Eslovenia | 2015 |